# توني كلارك (سياسي)
توني كلارك (بالإنجليزية: Tony Clark)‏ هو سياسي أمريكي، ولد في 31 ديسمبر 1971 في بلاتفيل في الولايات المتحدة. حزبياً، نشط في North Dakota Republican Party ‏ والحزب الجمهوري. وقد انتخب عضو مجلس نواب داكوتا الشمالية.